# Pawati
Pawati (nep. पवटी) – gaun wikas samiti w środkowej części Nepalu w strefie Dźanakpur w dystrykcie Dholkha. Według nepalskiego spisu powszechnego z 2001 roku liczył on 125 gospodarstw domowych i 635 mieszkańców (318 kobiet i 317 mężczyzn).